# Minangkabau

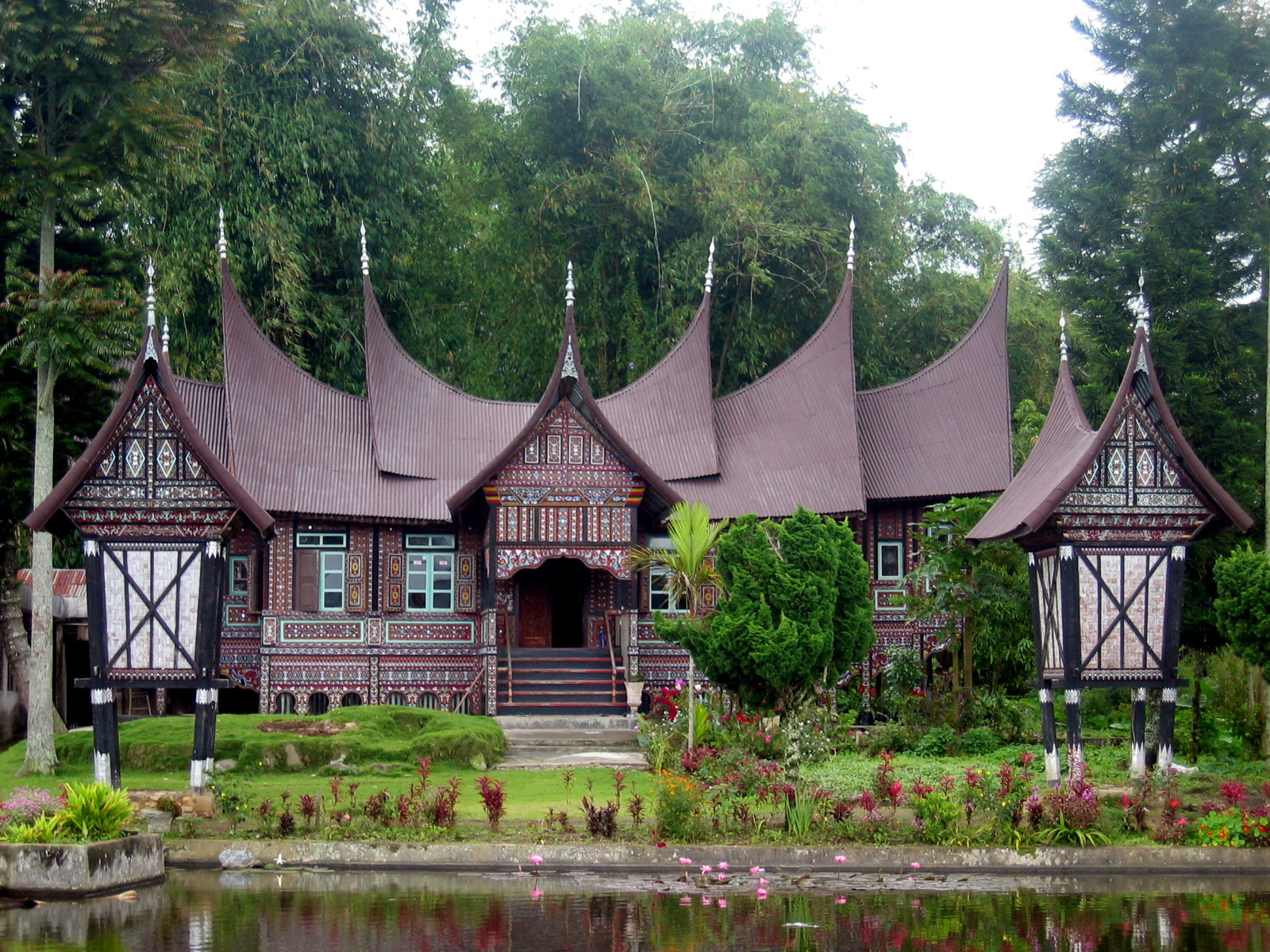
Traditionelle Bauweise rumah gadang („großes Haus“), zu beiden Seiten Speicherhäuser rangkiang (Palast im Dorf Pandai Sikek bei Bukittinggi, Sumatra, 2005)

Die Minangkabau sind eine Ethnie auf der indonesischen Insel Sumatra und mit über drei Millionen Angehörigen die größte noch existierende matrilineare und matrilokale Kultur weltweit. Die Minangkabau verstehen sich zum größten Teil als orthodoxe Muslime (Santris), folgen aber zugleich in unterschiedlichem Maß ihrem Gewohnheitsrecht (Adat), sie praktizieren also eine patrilinear ausgerichtete Religion in einer matrilinearen Gesellschaft. So werden zum Teil noch heute die Reisfelder an die Töchter vererbt und Minangkabau-Frauen haben vor allem im privaten Leben eine starke Autorität.
Der Siedlungsraum der weitgehend homogenen Ethnie erstreckt sich vom traditionell angestammten Kerngebiet, dem Hochland Westsumatras, umsäumt von den Vulkanen Gunung Singgalang, Gunung Marapi, Gunung Sago, Gunung Malintang und dem Barisangebirge, bis zu dem angestammten Gebiet in Richtung Padang, dem traditionellen rantau der Minangkabau. Auf der Malaiischen Halbinsel, bei Malakka und in Negeri Sembilan, haben eingewanderte Minangkabau schon vor der Ankunft der Portugiesen die Geschichte beeinflusst.
Sie sprechen als Muttersprache Minangkabauisch, eine malayo-polynesische Sprache, sowie in letzter Zeit zunehmend die indonesische Amts- und Unterrichtssprache Bahasa Indonesia.

## Name

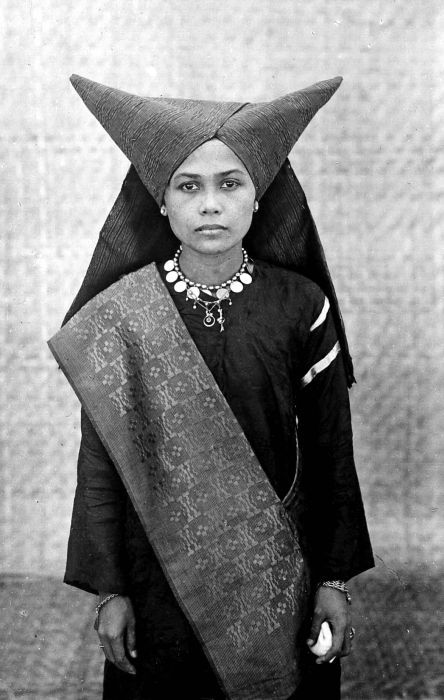
Minangkabau-Frau in traditioneller Kleidung (Foto von 1929)

Minang (auch menang) bedeutet „Sieg“ und kabau (heute kerbau) heißt „Büffel“. Nach einer Version geht der Name Minangkabau auf eine überlieferte doppelte Wortschöpfung zurück: „die Glücklichen“ und „die über einen Wasserbüffel verfügen“ (und damit über ein gutes Mittel zur Ernährung). Eine andere Version beruht auf einer Sage, „Die siegreichen Büffel“, nach der einmal ein riesiges javanisches Heer das Land der Minangkabau erobern wollte. Die Könige einigten sich darauf, zwei Büffel gegeneinander kämpfen zu lassen. Die Minangkabau ließen nun vor dem Kampf ein junges Kalb längere Zeit hungern und befestigten eine Speerspitze auf seiner Schnauze. Es stürzte sich durstig auf den Büffel der Javaner und tötete ihn so.

## Geschichte
Quellen zur Kultur der Minangkabau gibt es erst seit der Kolonisation Indonesiens durch die Portugiesen im 16. Jahrhundert und vor allem durch die Aufzeichnungen englischer und niederländischer Kolonialbeamter und Militärs. Die Minangkabau verfügten zwar über eine Schrift, die aber nur auf wenigen steinernen Relikten erhalten ist. Die hölzernen Häuser mit ihrer textilen Ausgestaltung konnten im feucht-heißen Klima nicht überdauern, so dass nur wenige gegenständliche Hinterlassenschaften aus früheren Jahrhunderten erhalten geblieben sind. Die Minangkabau selbst erklären ihre Geschichte mit verschiedenen Mythen.
Bekannt ist, dass es sich bei den Minangkabau um ein Königreich mit ausgesprochen dezentraler Verwaltungsstruktur und ohne Militär gehandelt hat. Der Goldhandel scheint eine wichtige ökonomische Rolle gespielt zu haben. Nach der Islamisierung Westsumatras, die aufgrund der räumlichen Unzugänglichkeit ca. 100 Jahre später als im übrigen Indonesien erfolgte, wurde das alte Adat-System nicht grundlegend verändert, sondern dem Selbstverständnis der Minangkabau entsprechend umgeformt und integriert.
In den letzten Jahren wird zunehmend von kulturell bewussten Kreisen versucht, die traditionellen Regeln des Adat, die das politisch-gesellschaftliche System der Minangkabau ausmachen, zu betonen und vor dem Verfall zu schützen. Die Vermittlung der Adat-Regeln an die nachfolgende männliche Generation erfolgt auch heute – trotz der drastischen Zunahme von Kernfamilien im neuen Eigenheim anstelle der matrilokalen verwandtschaftlichen Großverbände – im Adat-Haus, von den Männern der eigenen Verwandtschaftsgruppe.

## Kultur

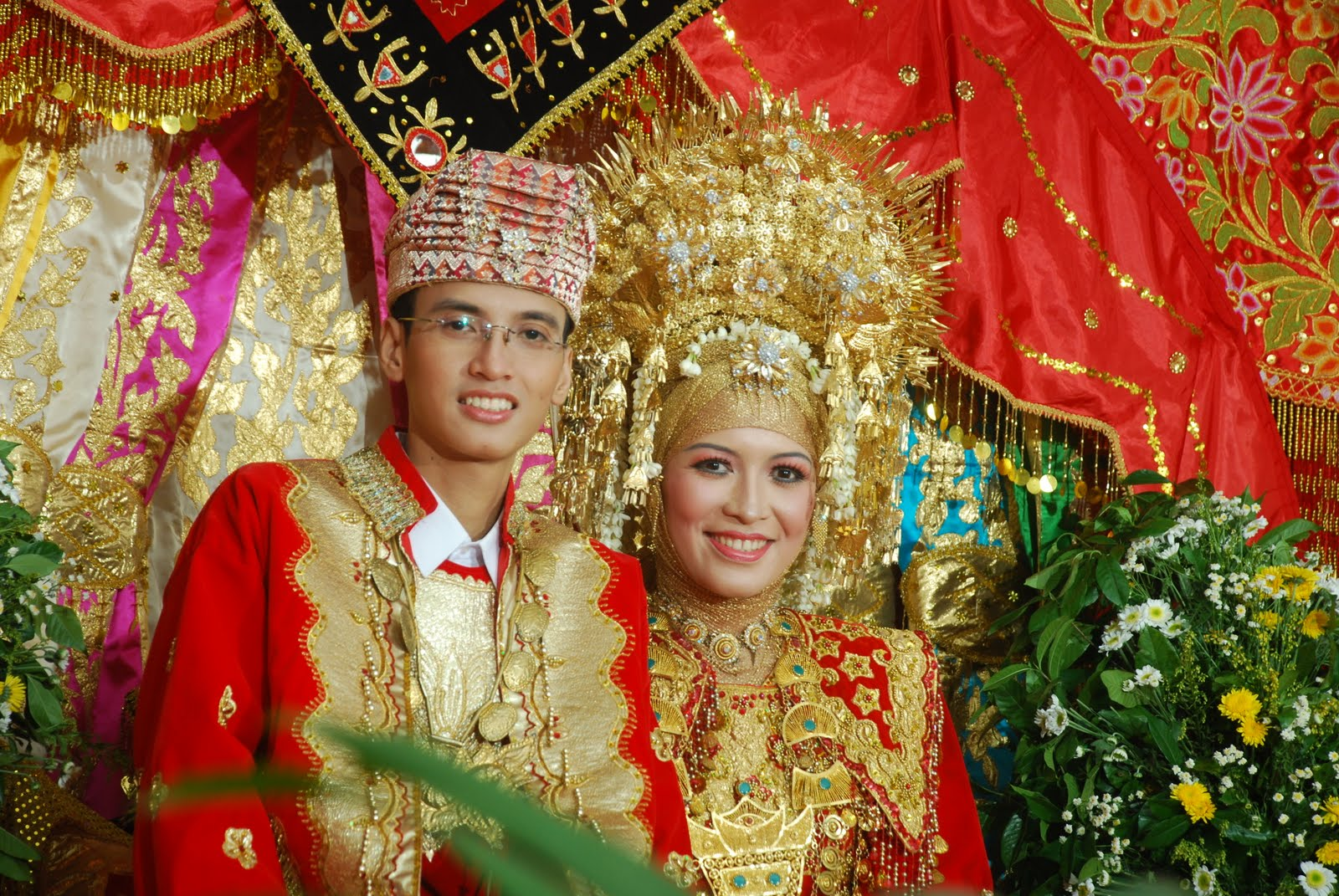
Minangkabauische Hochzeit (2011)

Die Minangkabau haben recht komplexe soziale und gesellschaftliche Strukturen. Vier Clans (suku) sind in Westsumatra die ältesten Volksgruppen: die Bodi, Caniago, Koto und Piliang.
Der Adat bestimmt neben der matrilineare Erbfolge unter anderem:
- die Unveräußerlichkeit des gemeinschaftlichen Landbesitzes der Sippe
- die Vererbung immaterieller Adat-Titel mit Rang und Einfluss innerhalb der Adat-Entscheidungsstrukturen von Onkel zu Neffe innerhalb einer Muttersippe
- die Heiratsvorschriften
- die autonome Regelung der sozialen, politischen und ökonomischen Angelegenheiten der nagari in Adatsitzungen durch den Ältestenrat der Clans (penghulu)
- die matrilokale Residenz
- die Bekleidungsvorschriften und kulturellen Alltags- und Festtagsregeln
- die Sprachvorschriften für die Männer bei der rituellen Vertretung des Adat
- die Selbstverteidigungskunst
- die Vorschriften an heranwachsende männliche Jugendliche zu merentau, d. h. zunächst das Mutterhaus zu verlassen und in einem Männerhaus (seit der Islamisierung in einem Surau) zu leben und zu lernen.

Gleichwohl wird mit der Bildung von Kleinfamilien auch das matrilineare Erbrecht, ein Kernstück des Adat, allmählich unterhöhlt. Parallel zum veränderten Erbrecht verändern sich auch die Wohnbedingungen. Während in der traditionellen Gesellschaft der Wohnsitz von Frauen matrilokal, der von Männern jedoch duolokal war, hat sich dies deutlich zu einer Kombination aus matrilokalem Wohnsitz bei Herausbildung einer Kleinfamilie umgestaltet.
Der Sage nach stieg Islam von den Küsten auf, während Adat von den Bergen herunterstieg, was eine friedliche Koexistenz bewirkt habe. Inwieweit dies eine konfliktreduzierende Theorie ist, die der Wirklichkeit nicht entspricht, lässt sich nur anhand einzelner Indikatoren überprüfen. Die schriftlich kodifizierten Normen von Adat und Islam, das tambo und der Koran, lassen zumindest viel Interpretationsraum und werden von den Minangkabau oft je nach Situation als Legitimierungsquelle herangezogen. Dennoch ist der Islam eine – nicht nur an den in Indonesien gemäßigt praktizierten Bekleidungsvorschriften für Frauen ablesbare – zentrale kulturell bedeutsame Macht geworden.
Historische Geschichten und Mythen werden in die Pantun-Versform gepackt und im traditionellen Gesangsstil Saluang jo dendang mit der begleitenden Bambusflöte Saluang vorgetragen. Beim Volkstheater Randai tritt ein größeres Orchester auf.
 Essen
Bei den Minangkabau findet sich eine spezielle Form der traditionellen Padang-Küche (Masakan Padang), das überwiegend aus Rindfleisch hergestellte Rendang. Verbreitet ist auch das Gemüsegericht Daun ubi tumbuk.

## Bedeutung heute
Die Minangkabau sind die weltweit größte matrilineare Ethnie; insofern ist ihr Sozialsystem von besonderer soziologischer Bedeutung. Das Forschungsinteresse ist an dieser zwischen Moderne und traditionellen Adat-Normen lebenden Kultur seitens verschiedener Wissenschaften (Ethnologie, Anthropologie, Erziehungswissenschaft) groß und insbesondere fokussiert auf die Geschlechterperspektive innerhalb der Gesellschaft.

## Dokumentarfilme
- 2019: Uschi Madeisky, Dagmar Margotsdotter, Yelfia Susanti: Mutterland – Das Matriarchat der Minangkabau. Dokumentarfilm 2019 (92 Minuten; DCP; OmU).[1][2]
- 2013: Robert Hetkämper: Matriarchat auf Sumatra. ARD-Studio Singapur, Deutschland 2013 (5 Minuten; Vollversion auf YouTube).
- 1979: Gordian Troeller, Marie-Claude Deffarge: Männerherrschaft unbekannt. Mutterrecht auf Sumatra. Deutschland 1979 (43 Minuten; Info; Trailer: 9 Minuten auf YouTube).